# 那是一個男人
“那是一個男人”是美國鄉村音樂歌手傑克英格拉姆錄製的一首歌。 這首歌由馬克丹尼爾桑德斯，埃德希爾和史蒂文戴爾瓊斯創作。 它於2008年11月發行，作為專輯“夢想與希望”的首張單曲。 這首歌是英格拉姆在看板國家排行榜上排名前40名。

## 内容
“那是一個男人”是一個中速節奏，主要伴隨著電吉他和踏板鋼吉他。 在其中，敘述者描述了三個不同的人，每個人都是一個致力於他們的生活和同齡人的例子。 第一節的重點是一個十九歲的年輕人，他從事兩項工作來撫養一個家庭; 第二部分講述了兩名海軍陸戰隊員在戰鬥中成為朋友，直到其中一人被殺; 第三部分描述了一位試圖維護家庭農場的老農。

## 前臺
Roughstock的馬特伯傑克對這首歌給予了好評。 他將這首歌與李·羅納·帕內爾關於普通民眾的“根源鄉村搖滾歌曲”進行了比較，例如1993年的“在路上”，並補充說“鄉村廣播中有一個地方可以播放像”這是一個男人“這樣的歌曲而英格拉姆應該是 男人接受它。“ 411瘋狂的賈斯珀瓊斯給了這首歌五分之二，有價值但又小尷尬的歌詞有一個值得概念但尷尬的歌詞。

## 圖表
| 圖(2008-09年)                            | 高峰位置 |
| ---------------------------------------- | -------- |
| 美國（《告示牌》热门乡村歌曲榜）         | 18       |
| 美国（《告示牌》Bubbling Under Hot 100） | 4        |